# Reteporella abyssinica
Reteporella abyssinica är en mossdjursart som först beskrevs av Campbell Easter Waters 1909.  Reteporella abyssinica ingår i släktet Reteporella och familjen Phidoloporidae. Inga underarter finns listade i Catalogue of Life.